# Église Saints-Philippe-et-Jacques de Naples
L'église Saints-Philippe-et-Jacques (italien : chiesa dei Santi Filippo e Giacomo) est une église du centre historique de Naples consacrée aux apôtres saint Philippe et saint Jacques. Elle se trouve via San Biagio dei Librai.

## Histoire et description

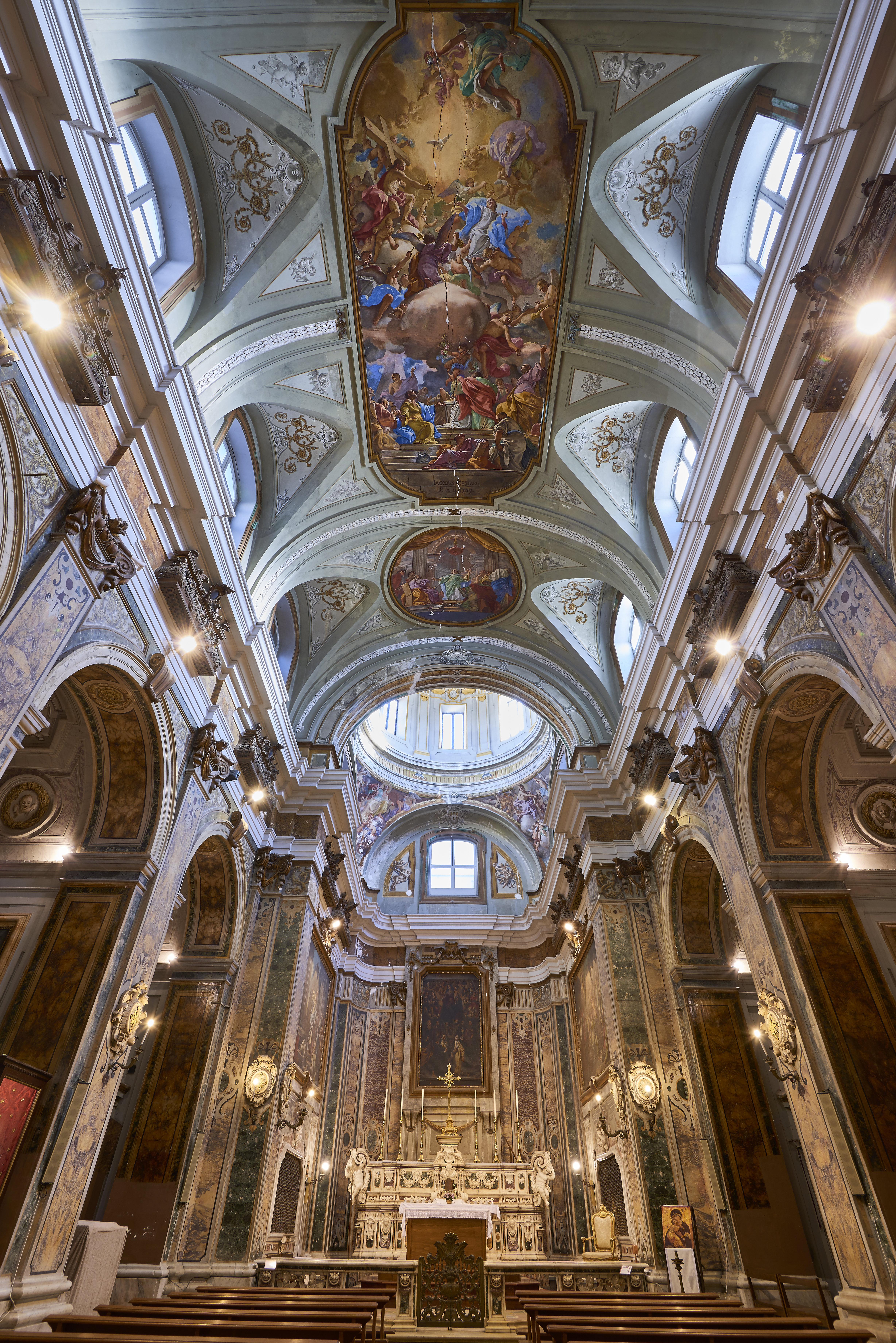
Intérieur de l'église.

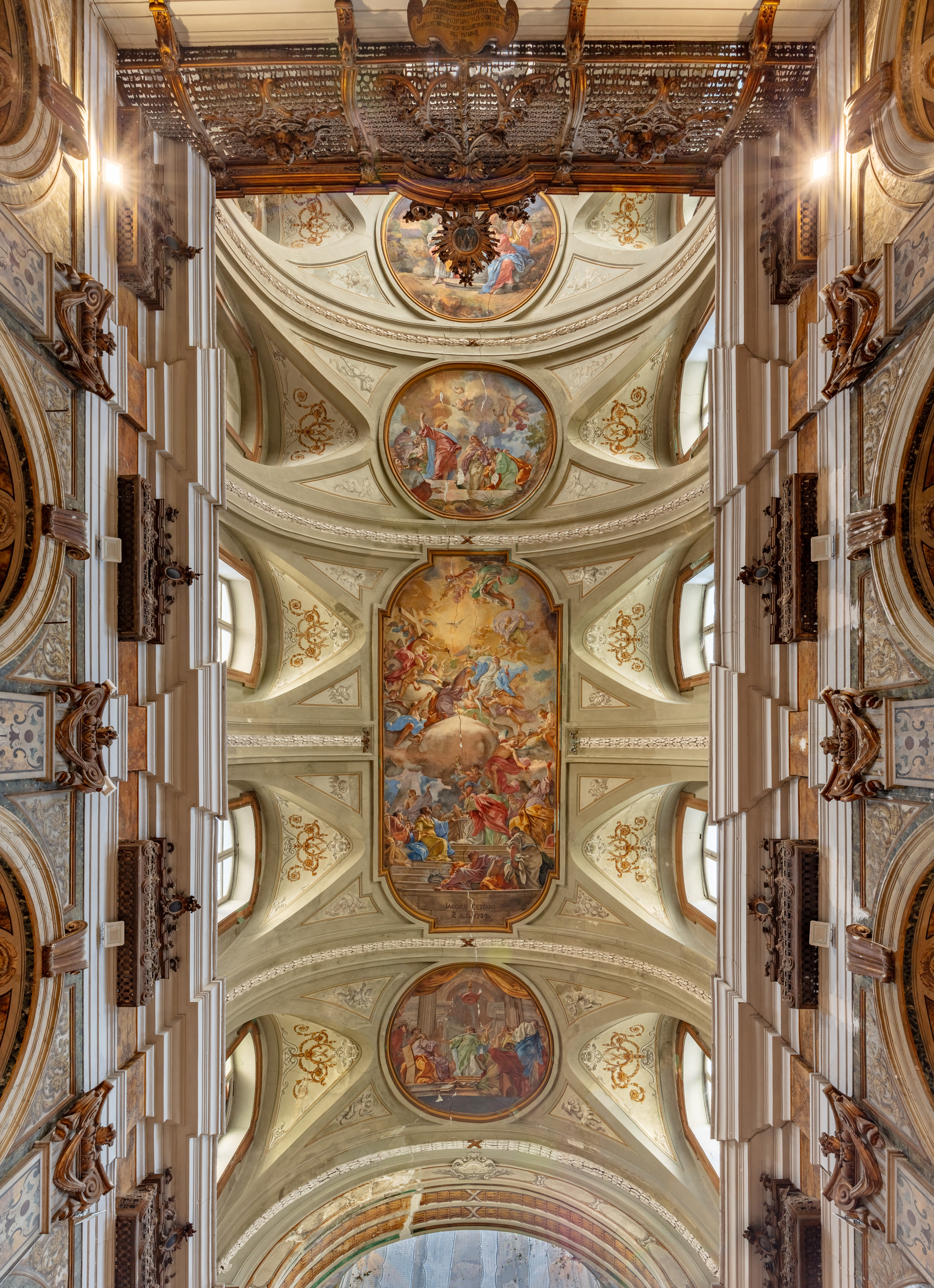
Au plafond de l'église. mars 2023.

L'église est voulue en 1593 par la corporation des artisans de la soie, composée de marchands, de teinturiers et de tisserands de soie. La corporation qui bénéficie du soutien du roi Alphonse d'Aragon devient fort puissante au fil des siècles. Elle avait le pouvoir de justice pour ses membres dans les domaines touchant à leur profession, aussi bien pour les affaires civiles que pénales. 
Une première église de la corporation, dédiée à saint Philippe et à saint Jacques, se trouvait place du Marché avec une maison d'accueil et d'enseignement fondée en 1583 pour les filles d'artisans pauvres, malades ou morts qui appartenaient à la corporation. Leur nombre augmentant, l'institution déménagea dans l'ancien palais des princes Gaetani de Caserte.
L'édifice conserve de nombreux témoignages de l'architecture Renaissance. Gennaro Papa remanie l'église en 1758 dans le style baroque tardif. La façade légèrement en retrait de la via Biagio dei Librai présente deux ordres; l'ordre inférieur montre dans des niches les statues des saints titulaires de la main de Giuseppe Sanmartino, l'ordre supérieur celles de la Religion et de la Foi, de la main de Giuseppe Picano, disciple de Sanmartino.
L'intérieur s'inscrit dans un plan à nef unique sans transept, en vogue depuis la Réforme catholique. L'abside est couverte d'une coupole. De nombreux peintres réputés ont contribué à la décoration de l'église et de ses plafonds, comme Alessio d'Elia pour la tribune, Jacopo Cestaro pour la nef, dont le plafond central montre une Annonciation de la Vierge.
Le remarquable pavement de majolique est l'œuvre de Donato Massa en 1738. Il recouvre le sol de la nef et comprend le blason de la corporation des soyeux. Les bénitiers de chaque côté sont un bel et rare exemple du rococo napolitain. Ils ont été réalisés par Giacomo Massotti, auteur également de la balustrade.
L'église conserve des sculptures de bois intéressantes dans les chapelles latérales. La sacristie possède des œuvres d'art remarquables. L'autel de bois du XVIIIe siècle est finement sculpté. Les reliques de saint Nostrien (quinzième évêque de Naples) y ont été solennellement transférées en 1965.

## Source de la traduction
- (it) Cet article est partiellement ou en totalité issu de l’article de Wikipédia en italien intitulé « Chiesa dei Santi Filippo e Giacomo (Napoli) » (voir la liste des auteurs).